# Bryopezus
Bryopezus is een geslacht van vliesvleugeligen uit de familie Eulophidae. De wetenschappelijke naam van dit geslacht is voor het eerst geldig gepubliceerd in 1951 door Erdös.

## Soorten
Het geslacht Bryopezus is monotypisch en omvat slechts de volgende soort:
- Bryopezus brevipennis Erdös, 1951